# GDSII
GDSII (ursprüngl. Graphical Design Station II oder Graphic Data System II) bezeichnet das De-facto-Standard-Datenformat für Layoutdaten von integrierten Schaltkreisen im EDA-Bereich.
Das GDSII-Datenformat wurde Anfang der 1970er Jahre von Calma für deren namensgebende Graphical Design Station II entwickelt. Calma ist inzwischen in Besitz von Cadence; GDSII ist nun ein eingetragenes Warenzeichen von Cadence.
Da GDSII relativ alt ist, hat es historisch bedingt einige Nachteile. Die Anzahl der verfügbaren Datenebenen ist auf 255 begrenzt, wobei dieses Problem durch die Einführung von Datatypes als Erweiterung der Ebenenbezeichnung etwas entschärft wurde. Der größte Nachteil liegt jedoch (trotz des Binärformats) in der resultierenden Dateigröße, die bei komplexen integrierten Schaltungen schnell auf mehrere Gigabytes anwachsen kann, mit entsprechenden Problemen beim Datentransfer und Archivierung.
Um diese Probleme mit einem modernen Nachfolger endgültig zu lösen, wurde der Open Artwork System Interchange Standard (OASIS) entwickelt.